# 安藤美姫
安藤 美姫（あんどう みき、ラテン文字：Miki Ando, 1987年12月18日 - ）は、日本の元フィギュアスケート選手（女子シングル）。2002年のジュニアグランプリファイナルにおいて、国際スケート連盟公式大会で女子選手として史上初の4回転ジャンプを成功させた。
おもな実績に2007年・2011年世界選手権各優勝、2010年バンクーバーオリンピック5位、2006年トリノオリンピック日本代表（15位）。世界ジュニア選手権・2011年四大陸選手権各優勝、全日本選手権3回優勝（2003年・2004年・2010年）など。

## 人物
愛知県名古屋市出身。名古屋市立見付小学校、名古屋市立城山中学校、中京大学附属中京高等学校卒業。これまでの所属クラブは名東FSC、オリオンFSC。高校卒業後はトヨタ自動車に入社し、同時に中京大学体育学部に社会人学生として入学、2011年3月に卒業した。血液型はＡ型。
小学生のとき、スケート教室入会の直後に交通事故で父親を亡くしている。トリノオリンピックシーズンのショートプログラムでは父親に捧げる「戦場のメリークリスマス」を選曲。愛用しているネックレスのリングは父親の結婚指輪で、心の支えにしている。
尊敬するスケーターは荒川静香とミシェル・クワン。荒川静香や中野友加里、鈴木明子や武田奈也らとはプライベートでも非常に仲がいい。海外のスケーターとも仲がよく、特にジョアニー・ロシェットやカロリーナ・コストナーはジュニア時代から一緒の試合に出ていた同年代のスケーターだったため親交が深い。
歌手の絢香と生年月日が一緒であることから親交を持つようになり、2006-2007シーズンのエキシビションで絢香の「I believe」を使用し、2007年世界選手権のエキシビションでは共演した絢香に「I believe」の生演奏を依頼した。
ディズニーキャラクターのスティッチに似ていると言われている。2010年バンクーバーオリンピックの時には、ファンからもらったスティッチのぬいぐるみをバンクーバーへ一緒に持って行った。
ニュースキャスターの安藤優子が『ミキティ』なるニックネームをつけたが市井に普及していない。小学生時代はバードウォッチング部のクラブ活動をしており、「鳥と会話できる」などと主張している。
2013年1月1日付でトヨタ自動車を退社した。安藤の側から「2011・2012年の2年間、公式戦に出場できなかったため社員の義務を果たせなかった」と申し出て、契約満了となったものである。
2013年4月3日に女児を出産し、これを同年7月1日放送の報道ステーション（ANN系列）のインタビューで公表した。

## 経歴

### 幼少期（-2001）
8歳のとき、友人に誘われ子どものスケート教室に入る。教室のコーチに勧められて門奈裕子が教える名東フィギュアスケートクラブに入会し、翌年には2回転アクセルを、その翌年には3回転サルコウと3回転トウループを習得。1998年（平成10年）に全日本ノービス選手権Bクラスで3位となり、1999年（平成11年）の同大会Aクラスで優勝した。2000-2001シーズンから小塚嗣彦、小塚幸子が教えるオリオンフィギュアスケートクラブに移り、週末は新横浜の佐藤信夫コーチの元にも通うようになる。3回転ルッツ-3回転ループを習得し、全日本ノービス選手権Aクラスを連覇、また2つの国際競技会で優勝した。

### ジュニア時代
2001-2002シーズン、全日本ジュニア選手権優勝、ISUジュニアグランプリ (JGP)もJGPファイナルを含む3戦全てで優勝し、華々しいジュニアデビューを飾る。シニアの全日本選手権でも3位に入った。2002-2003シーズンのJGPファイナルでは、フリースケーティングで女子シングル史上初の4回転サルコウに成功。
2003-2004シーズンはJGPファイナルで2季ぶりに優勝。全日本ジュニア選手権では4回転サルコウを成功させ、荒川静香以来史上2人目となる3連覇を達成した。全日本選手権では4回転サルコウ、3回転ルッツ-3回転ループ、3回転トーループ-3回転トーループを入れた1クワド6トリプルの構成を完璧に成功させ、村主章枝、荒川静香らを抑えて初優勝。世界ジュニア選手権2002年大会から毎年1つずつ順位を上げ、2004年大会でついに優勝を果たした。世界選手権でも4位と健闘した。

### 2004-2005シーズン
2004-2005シーズンから参戦したグランプリシリーズ (GPシリーズ)では、スケートアメリカ、NHK杯、中国杯の3戦に出場。NHK杯のフリーでは会心の演技を披露する。また、フリーの冒頭では3回転ルッツ-3回転ループ-2回転トゥループという女子では最高難易度のコンビネーションを成功させ、GOEと合わせて15.2点という高得点を記録する。 これは現在でも1度のジャンプでの歴代最高得点である。GPシリーズの活躍もあり、1季目ながらGPファイナルに進出し、4位となる。全日本選手権では2連覇を果たした。冬季国体では、安藤を見るために競技会場の収容能力をはるかに超える観客が詰めかけ、入場制限がかけられた。世界選手権は6位。

### 2005-2006シーズン
2005年5月からアメリカに練習拠点を移し、キャロル・ヘイス・ジェンキンスの指導を受ける。2005-2006シーズンのGPシリーズはロシア杯とNHK杯に出場。ロシア杯ではジェンキンスの下で伸ばした表現力が評価され、演技構成点で以前よりも高い得点を得られるようになり、総合得点ではパーソナルベストを更新した。GPファイナルでは4位となった。全日本選手権では6位に終わったものの、五輪代表選考のポイントでは総合3位となり、2006年トリノオリンピックの代表に選出された。トリノでは、前年末に骨折した右足小指が完治しないまま競技に臨み、ショートプログラム（SP）8位と出遅れる。フリーでは4回転サルコウを回転不足で転倒するなどミスが続き、総合15位に終わった。

### 2006-2007シーズン

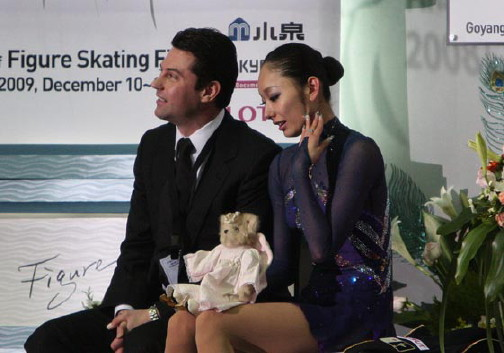
新コーチのニコライ・モロゾフと

トリノオリンピック後からニコライ・モロゾフにコーチを変えた。モロゾフの指導により食事のメニューも細かくして体を絞り、大人の女性の魅力を出すための表現力を磨き、スピンやステップでも更に得点を稼げるように技術を高めた。3月には門奈裕子のもとで基礎からジャンプを作り直した。スケートアメリカでは、SP、フリーともに3回転ルッツ-3回転ループを決め、ノーミスの演技を披露する。フリーでは技術点で70点を超え、当時の歴代最高得点を記録。総合得点でもパーソナルベストを約20点更新し1位となり、GPシリーズ初優勝を果たす。2戦目のエリック・ボンパール杯では2位となり、GPシリーズランキング1位でGPファイナルへの出場権を獲得した。
3季連続で進出したGPファイナルでは、SPではパーソナルベストを更新する演技で首位と僅差の2位につけたものの、フリー当日に腹痛を起こし、満足な演技ができないまま5位に終わった。地元名古屋で開催された全日本選手権では、フリーの演技中に右肩を亜脱臼しながら最後まで滑りきり2位となった。しかし故障のため日本学生氷上競技選手権大会と、ユニバーシアードは欠場することになった。世界選手権ではSP、フリーいずれもパーソナルベストを更新する会心の演技で金メダルを獲得。伊藤みどり、佐藤有香、荒川静香に次いで日本人歴代4人目の世界女王となった。

### 2007-2008シーズン

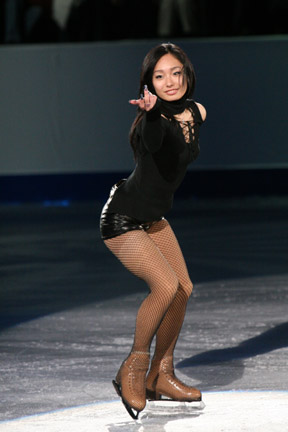
2008年四大陸選手権

2007-2008シーズン、GPシリーズでは、フリップのエッジ矯正の影響でルッツも安定していなかったため3回転-3回転は回避した。スケートアメリカでは2位となったが、NHK杯はフリーで3度転倒して4位に沈み、GPファイナル進出を逃した。全日本選手権ではSP、フリー共に3回転-3回転を成功させ、気迫のある演技で国内選手権ながら総合200点を越え2位となった。四大陸選手権で2年ぶりに4回転サルコウに挑んだが、回りきれずに2回転になった。世界選手権ではSPを前季に使用した『シェヘラザード』に戻して臨んだが8位と出遅れる。フリーは当日の朝、左ふくらはぎを痛め、強行出場したが演技途中で棄権した。この後、怪我や調子の波が大きい自分はリンクに立ち続ける資格がないのではないかと悩み、周囲には「辞めたほうがいいと思う」と漏らしていた。しかし、モロゾフの慰留や、関係者と話をしていくうちにスケートに向かう気持ちを取り戻し、バンクーバーオリンピックを目標に競技を続けることを決めた。

### 2008-2009シーズン
2008-2009シーズンはすべての試合で4回転に挑む意向を示していたが、スケートアメリカはモロゾフのクリーンに滑ることを優先しようという指示で、中国杯では練習不足のため、それぞれ回避した。中国杯終了後、フリープログラムを『ジゼル』から『交響曲第3番』に変更。2季ぶりに進出したGPファイナルのフリーでは4回転サルコウに挑戦し、回転不足と判定されたものの片足での着氷に成功した。SPの転倒などもあり、総合順位は最下位だったものの、自分自身で納得のいく演技ができたと語っている。全日本選手権ではフリー前の6分間練習で村主章枝と衝突する事故があったものの3位に入った。世界選手権では、SPとフリーともに会心の演技を披露。ジャンプで回転不足の判定などがあったものの、技術点のみならず、演技構成点でも高い得点をマークし、総合3位に。2年ぶりにメダルを獲得した。

### 2009-2010シーズン
2009-2010シーズン、ロステレコム杯、NHK杯とGPシリーズで連勝。GPファイナルでは2位に入り、オリンピック日本代表に内定した。バンクーバーオリンピックでは、SPとフリーともに安定した演技を見せたが、回転不足などのミスがあり得点はあまり伸びず、5位入賞となった。

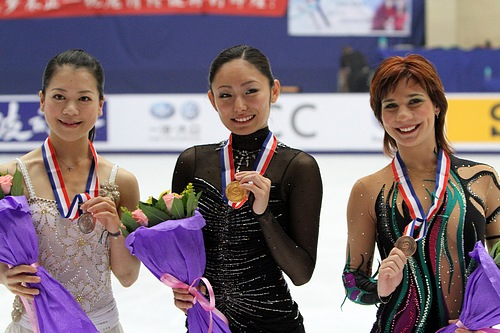
2010年、中国杯優勝

翌月の世界選手権では、SPで冒頭のジャンプを転倒してしまい11位と出遅れる。フリーではスピンのミスが1つあったものの、それ以外はほぼノーミスの演技を披露し3位に。総合得点でも驚異的な追い上げを見せ、4位となった。

### 2010-2011シーズン
2010-2011シーズン、中国杯、ロステレコム杯とGPシリーズで連勝。GPファイナルでは、ショートプログラムを『ブロークンソロウ』『エジプティアン・イン・ザ・ナイト』から『ミッション』に変更。SPではプログラム変更の影響が出てしまい、転倒などのミスにより5位と出遅れたが、フリーではノーミスの演技を披露し1位となる。しかし総合ではSPの点差が響き5位となった。全日本選手権では、SPで首位と僅差の2位につけると、フリーでは会心の演技を披露し1位に。総合でも国内選手権ながら200点を越える得点で1位となり、6年ぶり3度目の優勝を果たした。この結果により、世界選手権と四大陸選手権の出場権を獲得した。四大陸選手権ではフリーと総合得点でパーソナルベストを更新、総合得点で200点の大台を超え初優勝。
当初日本・東京開催予定だったが東日本大震災のため中止、約1か月延期後ロシア・モスクワで代替開催された世界選手権では、SPで首位と僅差の2位となるも、FSで1位となる。結果総合でも1位となり、4年ぶり2度目の世界選手権優勝を果たした。世界選手権を複数回制したことは史上16人目の快挙である。この試合では、初めてSP・フリーともにすべてのスピンで最高評価のレベル4を獲得した。肩の怪我の影響でビールマンスピンができなくなってから苦戦していたレイバックスピンでのレベル4獲得は、トリノオリンピックのSP以来であった。また、当シーズンのフリーではすべての試合で1位となった。そして、当シーズンは出場した国際大会と全日本選手権を合わせた6戦中5勝を挙げ、現在までの安藤の競技人生の中で最高の成績を記録した。

### 2011-2012シーズン
2011-2012シーズンは10月のジャパンオープンのみ出場し、競技生活は休養した。もともと前シーズンに休養するつもりだったが、1シーズン延期していた。このシーズン安藤は世界中のアイスショーへ精力的に出演し、特にスターズ・オン・アイスでは佐藤有香とともに日本人レギュラーメンバーとして活躍。また、2012年3月11日には、自身が総合演出・企画・構成を務めたアイスショー、リボーン・ガーデンに出演した。この企画を行った理由について安藤は、2011-2012シーズンの競技生活をしないと決めてから、東日本大震災によって被災してしまった人々に何かできないかと方法を模索しており、単にチャリティーでもアイスショーでもなく、東日本で起こったことを忘れないためのイベントをやりたかった。「リボーン・ガーデン」と題したのは、まさに再生を、前に進んで行くこと、新しく始めることを願ったからと話している。4月に東京で開催された世界フィギュアスケート国別対抗戦にはゲストとしてエキシビションに出演、怪我により個人ナンバーを辞退したキャシー・リード＆クリス・リード組に代わり、2つのナンバーを披露した。その一方で、2012年3月、コーチのニコライ・モロゾフに師弟関係の継続を断られた。

### 2012-2013シーズン
2012-2013シーズン、競技への復帰が発表され、GPシリーズには中国杯とエリック・ボンパール杯への出場が予定されていたが、選手を指導する後任のコーチが見つからないこと、グランプリシリーズに向けての技術的・精神的な調整が間に合っていないことを理由に欠場することを表明した。安藤の公式フェイスブックには、安藤は毎日練習に励んでいたが、後任コーチが見つからないこともあり、このままでは満足する演技ができないと悩み、日本スケート連盟と相談しての苦渋の決断であったこと、一方で安藤自身「現役選手として競技生活を終えたい」という気持ちを強くもっており、もう一度ゼロから一人のフィギュアスケーターとして、次のチャンスに向けて練習を続ける覚悟でいるということ、事実上2012-2013シーズンの公式試合へ出場しないことなどがあわせて発表された。

### 2013-2014シーズン
2013年1月に所属のトヨタ自動車を退職していたことを発表。同年7月1日、テレビ番組でのインタビューにて4月に長女を出産していたことを公表するとともに、2013-2014シーズンを最後に現役を引退することもあわせて宣言。現役生活の集大成へ向けて「責任を持って頑張りたいので、皆様に温かい目で応援していただきたい」と最後のシーズンへ賭ける思いも披瀝している。
2013年7月、所属を新横浜プリンスクラブとし、あわせて登録を愛知県スケート連盟から神奈川県スケート連盟に変更することが明らかになった。これにより、2014年ソチオリンピックの出場権を獲得するには、ISU公認の国際大会に出場しミニマムポイントを獲得すること、そして2013年10月の関東選手権、11月の東日本選手権を突破して、全日本選手権に出場する必要が生じた。
2013年9月、ネーベルホルン杯で競技復帰し、2位となった。コーチは一時的に以前仕事をしていたバルテル・リッツォに依頼をし、大会1週間前から練習を始めた。大会後に正式にバルテル・リッツォのコーチ就任が決まった。なお、安藤はこの大会でISUの定めるソチ五輪参加必要条件とされるミニマムポイント（総得点のうちのTESの部分のみ）2013-2014シーズン基準（女子シングル：ショートプログラムTES20.00,フリープログラムTES36.00）をともに満たした。
2013年12月、ソチオリンピックへの出場を懸けて3年ぶりの出場となった全日本選手権で、ショートプログラムではトリプルトゥーループ+トリプルトゥーループのコンビネーション、トリプルルッツなど、要素をすべてミスなく実施し64.87で5位につける。優勝を狙ったフリースケーティングでは当日の朝練習まで「ミスなくきれいに滑ろうか」と迷った末「最後の最後は自分らしく終わりたいと思った。ジャンプの安藤美姫と言われた時の気持ちでやりたかった」と難しい構成を選択した。シングルサルコウ、シングルルッツなどのミスが見られ、フリープログラム単独では9位、総合7位に終わった。演技終了後のインタビューでは「シーズン当初（スケート連盟から）優勝しか（ソチ五輪への）道はないと言われていた」ことを明かした。オリンピックへの出場権が獲得できなかったことから、大会終了後に現役引退を表明した。
翌日、民放の番組に出演し「ショート（プログラム）の点数を見てオリンピックはないと察した」と話し、「2日後にはアイスショーの契約が入っている」ことも明かした。引退後は指導者を目指すと話した。

### 引退後
引退後はプロスケーターとしてアイスショーに出演する傍ら、テレビのバラエティ番組等に出演することもある。また、2016年からは振付師としても活動している。

## 技術・演技
力強さと女性的な美しさを併せ持ち、主要国際競技会で4回転ジャンプ（サルコウ）を史上初めて成功させた女子選手である。2001年から練習を始め、「練習中に、遊びでやってみたらできちゃった」のだという。3回転ジャンプはアクセルを除く5種類をクリーンかつ正確に跳ぶことができる。以前はフリップをアウトサイドエッジで踏み切っていたが、2007-2008シーズンから踏み切りの矯正に成功しており、エッジエラーの判定を受けたことがない数少ない選手のうちの1人である。ジュニア時代の練習では、競技会で成功させている4回転サルコウに加え、4回転ループ、4回転トゥループ、3回転アクセルを成功させていたが、現在の練習でも取り組んでいるのは4回転サルコウと3回転アクセルのみである。
ジャンプコンビネーションの組み合わせも非常に多彩であり、ISUジャッジングシステム施行前には3回転ルッツ-3回転ループと3回転トゥループ-3回転トゥループの2種類で成功している。ジャッジングシステム施行後は、3回転-3回転のコンビネーションジャンプはルッツ-ループとフリップ-ループの2種類で成功しており、また2回目のループジャンプが若干の回転不足ながらサルコウ-ループとトゥループ-ループの着氷にも成功している。3回転ルッツ-3回転ループは、安藤が現役時代のISU公認の競技会では、イリーナ・スルツカヤ、アデリナ・ソトニコワと安藤の3人しか成功しておらず、非常に難度の高いコンビネーションである。その後は青木祐奈、樋口新葉、アリーナ・ザギトワ、アレクサンドラ・トゥルソワが成功させており、現在までに計7人が成功させている。また、2回転半アクセル-3回転トゥループのコンビネーションも成功させており、2回目のジャンプに3回転のトゥループとループの両方をつけられる数少ない選手のうちの1人である。練習では3回転ルッツ-3回転ループ-3回転ループ、2回転半アクセル-3回転ループなどの難しいコンビネーションも成功させている。
2006-2007シーズンから2010-2011シーズンにおいては、基本的に試合にはニコライ・モロゾフだけが帯同するが、ジャンプが崩れたときには電話で門奈裕子のアドバイスを求めている。モロゾフも門奈の指導に信頼をおいており、練習中で門奈がいる場合は安藤のジャンプに関して何も言わず、門奈の指導を黙って聞いているという。

## 記録
- 女子史上初4回転ジャンプ（2002年ジュニアグランプリファイナル フリースケーティング）
- 新採点システムにおける女子シングル初3回転ルッツ－3回転ループ（2004年スケートアメリカ ショートプログラム）[56]
- 新採点システムにおける女子シングル初3回転フリップ－3回転ループ（2004年グランプリファイナル フリースケーティング）[57]

## 主な戦績
| 大会/年            | 99-00 | 00-01 | 01-02 | 02-03 | 03-04 | 04-05 | 05-06 | 06-07 | 07-08 | 08-09 | 09-10 | 10-11 | 13-14 |
| ------------------ | ----- | ----- | ----- | ----- | ----- | ----- | ----- | ----- | ----- | ----- | ----- | ----- | ----- |
| オリンピック       |       |       |       |       |       |       | 15    |       |       |       | 5     |       |       |
| 世界選手権         |       |       |       |       | 4     | 6     |       | 1     | 棄権  | 3     | 4     | 1     |       |
| 四大陸選手権       |       |       |       |       |       |       |       |       | 3     |       |       | 1     |       |
| 世界国別対抗戦     |       |       |       |       |       |       |       |       |       | T3/P5 |       |       |       |
| 全日本選手権       |       |       | 3     | 5     | 1     | 1     | 6     | 2     | 2     | 3     | 4     | 1     | 7     |
| GPファイナル       |       |       |       |       |       | 4     | 4     | 5     |       | 6     | 2     | 5     |       |
| GP中国杯           |       |       |       |       |       | 4     |       |       |       | 2     |       | 1     |       |
| GPロステレコム杯   |       |       |       |       |       |       | 2     |       |       |       | 1     | 1     |       |
| GPNHK杯            |       |       |       |       |       | 2     | 4     |       | 4     |       | 1     |       |       |
| GPスケートアメリカ |       |       |       |       |       | 3     |       | 1     | 2     | 3     |       |       |       |
| GPエリック杯       |       |       |       |       |       |       |       | 2     |       |       |       |       |       |
| ゴールデンスピン   |       |       |       |       |       |       |       |       |       |       |       |       | 2     |
| アイスチャレンジ   |       |       |       |       |       |       |       |       |       |       |       |       | 2     |
| ネーベルホルン杯   |       |       |       |       |       |       |       |       |       |       |       |       | 2     |
| 世界Jr.選手権      |       |       | 3     | 2     | 1     |       |       |       |       |       |       |       |       |
| 全日本Jr.選手権    | 7     | 3     | 1     | 1     | 1     |       |       |       |       |       |       |       |       |
| JGPファイナル      |       |       | 1     | 3     | 1     |       |       |       |       |       |       |       |       |
| JGPSBC杯           |       |       |       |       | 1     |       |       |       |       |       |       |       |       |
| JGPメキシコ杯      |       |       |       |       | 1     |       |       |       |       |       |       |       |       |
| JGP北京            |       |       |       | 1     |       |       |       |       |       |       |       |       |       |
| JGPモントリオール  |       |       |       | 1     |       |       |       |       |       |       |       |       |       |
| JGPサルコウ杯      |       |       | 1     |       |       |       |       |       |       |       |       |       |       |
| JGPチェコスケート  |       |       | 1     |       |       |       |       |       |       |       |       |       |       |

### 詳細
| 2013-2014 シーズン    |                                                  |         |          |          |
| 開催日                | 大会名                                           | SP      | FS       | 結果     |
| 2013年12月20日 - 23日 | 第82回全日本フィギュアスケート選手権（さいたま） | 5 64.87 | 9 106.25 | 7 171.12 |
| 2013年12月5日 - 8日   | 2013年ゴールデンスピン（ザグレブ）               | 2 62.81 | 2 114.01 | 2 176.82 |
| 2013年11月19日 - 24日 | 2013年アイスチャレンジ（グラーツ）               | 1 56.78 | 2 94.12  | 2 150.90 |
| 2013年9月25日 - 28日  | 2013年ネーベルホルン杯（オーベルストドルフ）     | 2 59.79 | 4 103.07 | 2 162.86 |

| 2010-2011 シーズン     |                                                  |         |          |          |
| 開催日                 | 大会名                                           | SP      | FS       | 結果     |
| 2011年4月25日 - 5月1日 | 2011年世界フィギュアスケート選手権（モスクワ）   | 2 65.58 | 1 130.21 | 1 195.79 |
| 2011年2月19日 - 20日   | 2011年四大陸フィギュアスケート選手権（台北）     | 1 66.58 | 1 134.76 | 1 201.34 |
| 2010年12月25日 - 26日  | 第79回全日本フィギュアスケート選手権（長野）     | 2 64.76 | 1 137.58 | 1 202.34 |
| 2010年12月9日 - 12日   | 2010/2011 ISUグランプリファイナル（北京）        | 5 50.45 | 1 122.70 | 5 173.15 |
| 2010年11月19日 - 21日  | ISUグランプリシリーズ ロステレコム杯（モスクワ） | 5 54.00 | 1 120.47 | 1 174.47 |
| 2010年11月5日 - 7日    | ISUグランプリシリーズ 中国杯（北京）             | 3 56.11 | 1 116.10 | 1 172.21 |
| 2010年10月2日          | 2010年ジャパンオープン（さいたま）               | -       | 2 115.02 | 1 団体   |

| 2009-2010 シーズン    |                                                  |          |          |          |
| 開催日                | 大会名                                           | SP       | FS       | 結果     |
| 2010年3月22日 - 28日  | 2010年世界フィギュアスケート選手権（トリノ）     | 11 55.78 | 3 122.04 | 4 177.82 |
| 2010年2月12日 - 28日  | バンクーバーオリンピック（バンクーバー）         | 4 64.76  | 6 124.10 | 5 188.86 |
| 2009年12月25日 - 27日 | 第78回全日本フィギュアスケート選手権（門真）     | 3 68.68  | 4 116.76 | 4 185.44 |
| 2009年12月3日 - 6日   | 2009/2010 ISUグランプリファイナル（東京）        | 1 66.20  | 2 119.74 | 2 185.94 |
| 2009年11月5日 - 8日   | ISUグランプリシリーズ NHK杯（長野）              | 2 56.22  | 2 106.33 | 1 162.55 |
| 2009年10月22日 - 25日 | ISUグランプリシリーズ ロステレコム杯（モスクワ） | 3 57.18  | 1 114.75 | 1 171.93 |

| 2008-2009 シーズン    |                                                      |         |          |          |
| 開催日                | 大会名                                               | SP      | FS       | 結果     |
| 2009年4月16日 - 19日  | 2009年世界フィギュアスケート国別対抗戦（東京）       | 3 62.08 | 6 105.44 | 5 167.52 |
| 2009年3月23日 - 29日  | 2009年世界フィギュアスケート選手権（ロサンゼルス）   | 4 64.12 | 2 126.26 | 3 190.38 |
| 2008年12月25日 - 27日 | 第77回全日本フィギュアスケート選手権（長野）         | 3 65.02 | 4 109.07 | 3 174.09 |
| 2008年12月10日 - 14日 | 2008/2009 ISUグランプリファイナル（高陽）            | 5 55.44 | 5 102.81 | 6 158.25 |
| 2008年11月6日 - 9日   | ISUグランプリシリーズ 中国杯（北京）                 | 2 59.30 | 2 111.58 | 2 170.88 |
| 2008年10月23日 - 26日 | ISUグランプリシリーズ スケートアメリカ（エバレット） | 2 57.80 | 3 110.62 | 3 168.42 |

| 2007-2008 シーズン       |                                                      |         |          |          |
| 開催日                   | 大会名                                               | SP      | FS       | 結果     |
| 2008年3月17日 - 23日     | 2008年世界フィギュアスケート選手権（ヨーテボリ）     | 8 59.21 | -        | 棄権     |
| 2008年2月11日 - 17日     | 2008年四大陸フィギュアスケート選手権（高陽）         | 2 60.07 | 3 117.59 | 3 177.66 |
| 2007年12月26日 - 28日    | 第76回全日本フィギュアスケート選手権（大阪）         | 2 68.68 | 1 135.50 | 2 204.18 |
| 2007年11月29日 - 12月2日 | ISUグランプリシリーズ NHK杯（仙台）                  | 2 60.52 | 7 85.29  | 4 145.81 |
| 2007年10月25日 - 28日    | ISUグランプリシリーズ スケートアメリカ（レディング） | 2 56.58 | 1 105.31 | 2 161.89 |

| 2006-2007 シーズン    |                                                           |         |          |          |
| 開催日                | 大会名                                                    | SP      | FS       | 結果     |
| 2007年4月29日         | 2007年ジャパンオープン（さいたま）                        | -       | 1 112.65 | 1 団体   |
| 2007年3月20日 - 25日  | 2007年世界フィギュアスケート選手権（東京）                | 2 67.98 | 2 127.11 | 1 195.09 |
| 2006年12月27日 - 29日 | 第75回全日本フィギュアスケート選手権（名古屋）            | 2 69.50 | 3 116.15 | 2 185.65 |
| 2006年12月14日 - 17日 | 2006/2007 ISUグランプリファイナル（サンクトペテルブルク） | 2 67.52 | 6 89.80  | 5 157.32 |
| 2006年11月16日 - 19日 | ISUグランプリシリーズ エリック・ボンパール杯（パリ）      | 2 65.02 | 2 109.42 | 2 174.44 |
| 2006年10月26日 - 29日 | ISUグランプリシリーズ スケートアメリカ（ハートフォード）  | 2 66.74 | 1 125.85 | 1 192.59 |

| 2005-2006 シーズン    |                                                        |         |          |           |
| 開催日                | 大会名                                                 | SP      | FS       | 結果      |
| 2006年5月14日         | 2006年ジャパンオープン（さいたま）                     | -       | 4 104.56 | 1 団体    |
| 2006年2月10日 - 26日  | トリノオリンピック（トリノ）                           | 8 56.00 | 16 84.20 | 15 140.20 |
| 2005年12月23日 - 25日 | 第74回全日本フィギュアスケート選手権（東京）           | 6 60.24 | 6 113.12 | 6 173.36  |
| 2005年12月16日 - 18日 | 2005/2006 ISUグランプリファイナル（東京）              | 3 56.70 | 4 100.60 | 4 157.30  |
| 2005年12月1日 - 4日   | ISUグランプリシリーズ NHK杯（大阪）                    | 4 54.56 | 4 99.78  | 4 154.34  |
| 2005年11月24日 - 27日 | ISUグランプリシリーズ ロシア杯（サンクトペテルブルク） | 2 60.76 | 2 111.54 | 2 172.30  |

| 2004-2005 シーズン  |                                                        |         |         |          |          |
| 開催日              | 大会名                                                 | 予選    | SP      | FS       | 結果     |
| 2005年3月14日-20日  | 2005年世界フィギュアスケート選手権（モスクワ）         | 2 27.66 | 7 59.30 | 7 106.18 | 6 193.14 |
| 2004年12月24日-26日 | 第73回全日本フィギュアスケート選手権（横浜）           | -       | 3 63.23 | 1 109.24 | 1 172.47 |
| 2004年12月16日-19日 | 2004/2005 ISUグランプリファイナル（北京）              | -       | 5 51.06 | 3 100.04 | 4 151.10 |
| 2004年11月11日-14日 | ISUグランプリシリーズ 中国杯（北京）                   | -       | 4 49.76 | 4 100.56 | 4 150.32 |
| 2004年11月18日-21日 | ISUグランプリシリーズ NHK杯（名古屋）                  | -       | 3 50.90 | 1 119.46 | 2 170.36 |
| 2004年10月21日-24日 | ISUグランプリシリーズ スケートアメリカ（ピッツバーグ） | -       | 1 53.64 | 6 89.00  | 3 142.64 |

| 2003-2004 シーズン  |                                                      |      |    |    |      |
| 開催日              | 大会名                                               | 予選 | SP | FS | 結果 |
| 2004年3月22日-28日  | 2004年世界フィギュアスケート選手権（ドルトムント）   | 2    | 3  | 4  | 4    |
| 2004年3月1日-6日    | 2004年世界ジュニアフィギュアスケート選手権（ハーグ） | 1    | 1  | 1  | 1    |
| 2003年12月25日-26日 | 第72回全日本フィギュアスケート選手権（長野）         | -    | 2  | 1  | 1    |
| 2003年12月12日-14日 | 2003/2004 ISUジュニアグランプリファイナル（マルモ）  | -    | 2  | 1  | 1    |
| 2003年11月22日-23日 | 第72回全日本フィギュアスケートジュニア選手権（京都） | -    | 1  | 1  | 1    |
| 2003年10月16日-19日 | ISUジュニアグランプリ SBC杯（岡谷）                  | -    | 1  | 1  | 1    |
| 2003年9月25日-28日  | ISUジュニアグランプリ メキシコ杯（メキシコシティ）   | -    | 1  | 1  | 1    |

| 2002-2003 シーズン   |                                                            |      |    |    |      |
| 開催日               | 大会名                                                     | 予選 | SP | FS | 結果 |
| 2003年2月24日-3月2日 | 2003年世界ジュニアフィギュアスケート選手権（オストラヴァ） | 3    | 3  | 2  | 2    |
| 2002年12月20日-22日  | 第71回全日本フィギュアスケート選手権（京都）               | -    | 2  | 6  | 5    |
| 2002年12月12日-15日  | 2002/2003 ISUジュニアグランプリファイナル（ハーグ）        | -    | 5  | 2  | 3    |
| 2002年11月23日-24日  | 第71回全日本フィギュアスケートジュニア選手権（名古屋）     | -    | 1  | 1  | 1    |
| 2002年10月17日-20日  | ISUジュニアグランプリ 北京（北京）                         | -    | 2  | 1  | 1    |
| 2002年9月26日-29日   | ISUジュニアグランプリ モントリオール（モントリオール）     | -    | 3  | 1  | 1    |

| 2001-2002 シーズン  |                                                        |      |    |    |      |
| 開催日              | 大会名                                                 | 予選 | SP | FS | 結果 |
| 2002年3月3日-10日   | 2002年世界ジュニアフィギュアスケート選手権（ハーマル） | 1    | 4  | 3  | 3    |
| 2001年12月21日-23日 | 第70回全日本フィギュアスケート選手権（大阪）           | -    | 3  | 3  | 3    |
| 2001年12月13日-16日 | 2001/2002 ISUジュニアグランプリファイナル（ブレッド）  | -    | 2  | 1  | 1    |
| 2001年11月23日-24日 | 第70回全日本フィギュアスケートジュニア選手権（東京）   | -    | 1  | 1  | 1    |
| 2001年11月1日-4日   | ISUジュニアグランプリ サルコウ杯（マルメ）             | -    | 1  | 1  | 1    |
| 2001年9月27日-30日  | ISUジュニアグランプリ チェコスケート（オストラヴァ）   | -    | 3  | 1  | 1    |

| 2000-2001 シーズン    |                                                        |    |    |      |
| 開催日                | 大会名                                                 | SP | FS | 結果 |
| 2000年11月24日 - 26日 | 第69回全日本フィギュアスケートジュニア選手権（名古屋） | 2  | 3  | 3    |

| 1999-2000 シーズン    |                                                      |    |    |      |
| 開催日                | 大会名                                               | SP | FS | 結果 |
| 1999年12月10日 - 12日 | 第68回全日本フィギュアスケートジュニア選手権（大阪） | 7  | 7  | 7    |

## プログラム使用曲
| シーズン  | SP | FS | EX |
| --------- | --- | --- | --- |
| 2013-2014 | マイ・ウェイ 作曲：クロード・フランソワ、ジャック・ルヴォー 振付：ナタリア・ベステミアノワ、イゴール・ボブリン | 火の鳥 作曲：イーゴリ・ストラヴィンスキー 振付：リー＝アン・ミラー | アメイジング・グレイス ボーカル：キャサリン・ジェンキンスボレロ 作曲：モーリス・ラヴェルマイ・ウェイ ボーカル：ルチアーノ・パヴァロッティ、フランク・シナトラ |
| 2012-2013 | | | アラビアのロレンス 映画『アラビアのロレンス』より 振付：ステファン・ランビエール ブラックスワン 映画『ブラック・スワン』より 振付：ニコライ・モロゾフ タイスの瞑想曲 作曲：ジュール・マスネ 振付：佐藤紀子You Must Love Me 映画「エビータ」より 振付：宮本賢二Music of the Night 映画『オペラ座の怪人』より 振付：宮本賢二 共演：荒川静香 |
| 2011-2012 | | | ブラックスワン 映画『ブラック・スワン』より 振付：ニコライ・モロゾフ 千の風になって ボーカル：ヘイリー・ウェステンラ 振付：ニコライ・モロゾフレクイエム ニ短調 K. 626 作曲：ヴォルフガング・アマデウス・モーツァルト 振付：ニコライ・モロゾフFoolin 振付：宮本賢二I Who Have Nothing ボーカル：グラディス・ナイト 振付：宮本賢二You Must Love Me 映画『エビータ』より 振付：宮本賢二Fragile ボーカル：スティング 振付：鶴谷美穂、安藤美姫Over the Rainbow ミュージカル映画『オズの魔法使』より 振付：鶴谷美穂、安藤美姫私のお父さん 作曲：ジャコモ・プッチーニ ボーカル：マレーナ・エルンマン 振付：ステファン・ランビエールタイスの瞑想曲 作曲：ジュール・マスネ 振付：佐藤紀子 |
| 2010-2011 | 『ガブリエルのオーボエ』『滝』 映画『ミッション』より 作曲：エンニオ・モリコーネ 演奏：ヨーヨー・マ 振付：ニコライ・モロゾフブロークン・ソロー エジプティアン・イン・ザ・ナイト 演奏：ナッシン・バット・ストリングス 振付：ニコライ・モロゾフ | ピアノ協奏曲 イ短調 作曲：エドヴァルド・グリーグ 振付：ニコライ・モロゾフ | Comin' Home Baby ボーカル：マイケル・ブーブレ 振付：パトリシア・ウィルコックスWhy do People fall in Love ボーカル：リンダ・エダーアランフエス協奏曲 作曲：ホアキン・ロドリーゴ ボーカル：オペラティカ、インヴァ・ムラ レクイエム ニ短調 K. 626 作曲：ヴォルフガング・アマデウス・モーツァルト |
| 2009-2010 | レクイエム ニ短調 K. 626 作曲：ヴォルフガング・アマデウス・モーツァルト 振付：ニコライ・モロゾフ | ドラマ『ROME［ローマ］』メインテーマ 作曲：ジェフ・ビール マルコ・ポーロ 作曲：エンニオ・モリコーネ 映画『ミッション・クレオパトラ』より 作曲：フィリップ・シャニー 振付：ニコライ・モロゾフ、リー＝アン・ミラー | レクイエム ニ短調 K. 626 作曲：ヴォルフガング・アマデウス・モーツァルト 振付：ニコライ・モロゾフミュージカル『ブリング・イン・ダ・ノイズ、ブリング・イン・ダ・ファンク』より 振付：安藤美姫、ニコライ・モロゾフ夜の女王 映画『英国式庭園殺人事件』より 作曲：マイケル・ナイマン 振付：ニコライ・モロゾフ |
| 2008-2009 | チェアマンズ・ワルツ 映画『SAYURI』より 作曲：ジョン・ウィリアムズ 振付：ニコライ・モロゾフ | 交響曲第3番 作曲：カミーユ・サン＝サーンス 振付：ニコライ・モロゾフジゼル 作曲：アドルフ・アダン 振付：ニコライ・モロゾフ                                                                                        | ボレロ 作曲：モーリス・ラヴェル 振付：宮本賢二I believe ボーカル：絢香 振付：小山朋昭 |
| 2007-2008 | シェヘラザード 作曲：ニコライ・リムスキー＝コルサコフ 振付：ニコライ・モロゾフバッカナール 歌劇『サムソンとデリラ』より 作曲：カミーユ・サン＝サーンス 振付：ニコライ・モロゾフ                                                               | 歌劇『カルメン』より 作曲：ジョルジュ・ビゼー 演奏：ロディオン・シチェドリン 振付：ニコライ・モロゾフ | ハンドカフス ボーカル：Claudette OrtizHurt ボーカル：クリスティーナ・アギレララ・ボエーム 作曲：ジャコモ・プッチーニ 振付：宮本賢二 |
| 2006-2007 | シェヘラザード 作曲：ニコライ・リムスキー＝コルサコフ 振付：ニコライ・モロゾフ | ヴァイオリン協奏曲 第1楽章 作曲：フェリックス・メンデルスゾーン 振付：ニコライ・モロゾフ | I believe ボーカル：絢香 振付：小山朋昭三日月 ボーカル：絢香 |
| 2005-2006 | メリークリスマス・ミスターローレンス 映画『戦場のメリークリスマス』より 作曲：坂本龍一 振付：デヴィッド・ウィルソン | 歌劇『蝶々夫人』より 作曲：ジャコモ・プッチーニ 振付：デヴィッド・ウィルソンマイ・ファニー・バレンタイン 作曲：リチャード・ドジャース 振付：デヴィッド・ウィルソン                                               | アク-セン-チュ-エイト・ザ・ポジティブ ボーカル：アレサ・フランクリン 振付：デヴィッド・ウィルソン |
| 2004-2005 | ジプシーソウル 振付：リー＝アン・ミラー | 火の鳥 作曲：イーゴリ・ストラヴィンスキー 振付：リー＝アン・ミラーギター協奏曲 作曲：エルマー・バースタイン 演奏：クリストファー・パークニング、ロンドン交響楽団 振付：リー＝アン・ミラー                        | ミッキー 映画『チアーズ!』より 作曲：ニッキー・チン、マイク・チャップマン ボーカル：トニー・バジル 振付：リー＝アン・ミラー |
| 2003-2004 | アンダンテスピアナートと華麗なる大ポロネーズ 映画『戦場のピアニスト』より 作曲：フレデリック・ショパン 振付：リー＝アン・ミラー | 火の鳥 作曲：イーゴリ・ストラヴィンスキー 振付：リー＝アン・ミラー | 歌劇『カルメン』より 作曲：ジョルジュ・ビゼー 振付：佐藤久美子 |
| 2002-2003 | スペイン組曲より 「アストリアス」 作曲：イサーク・アルベニス 振付：佐藤久美子 | ラ・バヤデール 作曲：レオン・ミンクス 海賊 振付：マリーナ・ズエワ | 月の光 作曲：クロード・ドビュッシー 振付：小塚幸子 |
| 2001-2002 | チャルダッシュ 作曲：ヴィットーリオ・モンティ 振付：小塚幸子 | 白鳥の湖 作曲：ピョートル・チャイコフスキー 振付：佐藤久美子 | Doop 演奏：ドゥープ 振付：小塚幸子 |
| 2000-2001 | エスパーニャ・カーニ 作曲：パスカル・マルキーナ・ナロ 振付：門奈裕子 | リバーダンス 作曲：ビル・ウィーラン 振付：門奈裕子 | |
| 1999-2000 | ビートルジュース 作曲：ダニー・エルフマン 振付：門奈裕子 | プレスト 振付：門奈裕子、小山朋昭 | |

## メディア出演等

### テレビ
- 『トリビアの泉』2004年5月12日放送

「フィギュアスケート選手は何回転で目を回すのか」を検証する実験のため出演。回転台上で回されたが、いくら回っても（最高1000回転。それ以上は医師の判断により中止）目を回すことはなかった。
- 『学校へ行こう!MAX』2005年11月29日放送

「スポーツに燃えるニッポン学生SP」でV6のメンバーとスケートレッスン、スケート対決。番組内で巨大スヌーピーを獲得した。
- 『24時間テレビ』2007年8月18日放送

難病の女性ピアニストが演奏する「I believe」に乗せて演技。
- 『僕らの音楽』2008年6月27日放送

絢香の対談相手として出演。
- 『関口宏の東京フレンドパークII』2009年5月7日放送

織田信成、小塚崇彦、浅田真央とともに出演。
- 『関口宏の東京フレンドパークII』2010年7月19日放送

ウエンツ瑛士とともに出演、グランドスラムを達成。
- 『火曜サプライズ』2010年8月24日放送

「食いしんBOYSおいしい2人旅」のコーナーに出演。
- 『夢対決!とんねるずのスポーツ王は俺だ!スペシャル』2011年1月2日放送

「卓球対決」のコーナーに浅田真央、髙橋大輔、織田信成、小塚崇彦とともに出演。
- 『花嫁の笑顔～被災地のウェディング～』2012年3月9日放送

「桂由美グランドコレクション～アジアの風～」のコーナーにファッションモデルとしての出演映像、インタビュー映像で出演。
安藤が桂由美のデザインした1万3262個のパールを手刺繍しているギネス記録のドレスなどを着用。
- 『ソロモン流』2012年3月11日放送

安藤の生誕から現在までの紹介、2011-2012シーズンでの休養宣言と世界中のアイスショーへの出演。
アジアの風での模様やリボーン・ガーデンでの演技や舞台裏など。
- 『アナザースカイ』2012年5月18日放送

トリノ五輪と2010年の世界選手権（トリノ）での思い出を語る。
海外での過ごし方や、現役選手生活休業中の心境などを語ったトーク・インタビュー映像などでも出演。
- 『たましいの授業』2012年7月13日放送

安藤が1日小学校の先生となって特別授業を行った。
フィギュアスケート関係の談話が披露されるとともに、スケートの先生として出演。
- 『報道ステーション』 2013年7月1日放送

サブタイトル「独占 - 安藤美姫が告白"出産"そしてソチを目指す」
この放送で初めて同年4月に女児を出産したことを告白した。
- 『笑っていいとも!』テレフォンショッキング 2014年1月16日生出演

前日の出演依頼電話中に、ゲストの安藤優子と愛称についての会話をした。
タモリとはスケートの話から鳥の話などスケートと関係ない話もした。
テレフォンショッキングの後のコーナーにも出演した。
- 『しゃべくり007』2014年1月20日放送
- 『月曜から夜ふかし』2014年2月3日放送
- 『サワコの朝』2014年3月15日放送
- 『めちゃ2イケてるッ! 春の3時間超SP!【赤恥トップアスリート抜き打ち学力テスト】』（2015年4月4日、フジテレビ）
- 『ロンドンハーツ』（2016年2月23日、テレビ朝日）

『私服センスなしオンナ ナンバー1決定トーナメント』に出場。
- 『ライオンのグータッチ』2016年11月5日・19日～12月10日・2017年12月9日～12月23日・2018年12月1日～12月22日放送

グータッチサポーター
- 『ダウンタウンDX』2023年8月3日放送

### テレビドラマ
- 『奇跡の教室』（2014年6月28日、日本テレビ） - 予備校の事務職員ミキ役[70]

弟も端役で出演しており、姉弟で共演を果たした。
- 『ママが生きた証』（2014年7月5日、テレビ朝日） - 本人役[72]
- 警視庁ゼロ係〜生活安全課なんでも相談室〜SEASON5 第3話（2021年5月14日、テレビ東京） - 逢沢莉穂 役[73]

### ウェブテレビ
- ABEMA Prime（2021年8月18日、9月15日、11月10日、12月8日、2022年1月19日、2月16日、4月13日 ‐ 、ABEMA） - MC、2022年4月から週替わりレギュラー扱い[74]

### CM
- トヨタ
- ロッテ 「ガーナチョコレート」
- パナソニック 「ビエラ」、「ディーガ」
- 丸大食品 「燻製屋」
- 日本コカ・コーラ
- ナムコ 「パックピクス」
- インテリジェンス
- ピレリ
- 高須クリニック

### 映画
- COACH コーチ 40歳のフィギュアスケーター

### 書籍
- 安藤美姫物語-I believe-（講談社、2009年12月22日）　ISBN 9784063655865
- 空に向かって（扶桑社、2010年2月17日）　ISBN 9784594061302
- My Way~安藤美姫写真集（集英社、2014年10月3日）　ISBN 9784087807356

### 舞台
- 舞台『MARGINAL#4』 BIG BANG STAGE（2022年2月23日 - 27日、ヒューリックホール東京）- 嘉手納マイ 役[75]

## 受賞

### スポーツ賞
- 2005年度名古屋市スポーツ奨励賞
- 2006年度JOCスポーツ賞 最優秀賞
- 2006年度名古屋市スポーツ功労賞
- 2006年度スケーター・オブ・ザ・イヤー（東京運動記者クラブ）
- 2007年国際競技大会スポーツ功労者顕彰（文部科学省）
- 2007年度第22回中日体育賞（中日新聞）
- 2007年度朝日スポーツ賞（朝日新聞）
- 2009年国際競技大会スポーツ功労者表彰（文部科学省）
- 2010年度日本スケート連盟年間最優秀選手賞
- 2011年度スケーター・オブ・ザ・イヤー（東京運動記者クラブ）
- 2011年度アスリート・オブ・ザ・マンス（米スポーツアカデミーUSSA）
- 2011年度準アスリート・オブ・ザ・イヤー（米スポーツアカデミーUSSA）
- 2012年度名古屋市スポーツ功労賞

### その他
- 2007年度バカラ アスリーツ オブ ザ イヤー アワード
- 2007年度ヴォーグ ニッポン ウーマン オブ ザ イヤー
- 2012年度ロレアル・エトワール賞
- 2013年・2014年 ネイルクイーン - スポーツ部門
- 2014年第31回ベストジーニスト2014 協議会選出部門[76]